# Sonate K. 312
La sonate K. 312 (F.260/L.264) en ré majeur est une œuvre pour clavier du compositeur italien Domenico Scarlatti.

## Présentation
La sonate K. 312, en ré majeur, notée Allegro, forme une paire avec la sonate suivante. La main gauche est peu sollicitée sauf avec une petite cellule rythmique :

avec terminaison à l'octave, se répétant sur quatre mesures.

## Manuscrits
Le manuscrit principal est le numéro 17 du volume VI (Ms. 9777) de Venise (1753), copié pour Maria Barbara ; les autres sont Parme VIII 11 (Ms. A. G. 31413).

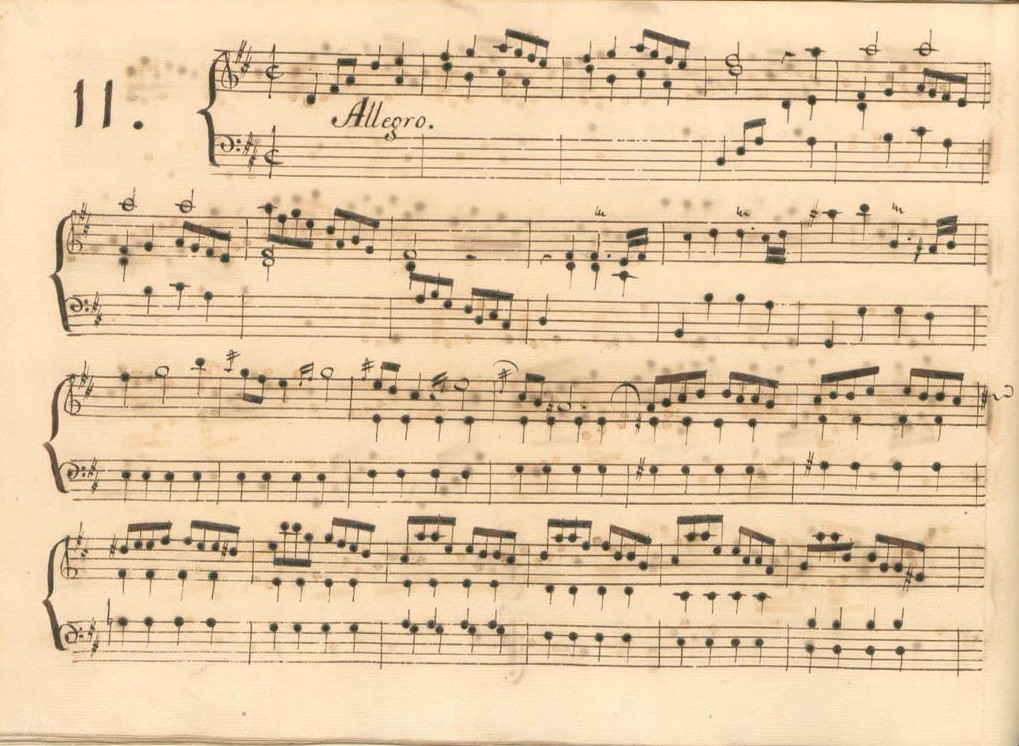
Parme VIII 11.
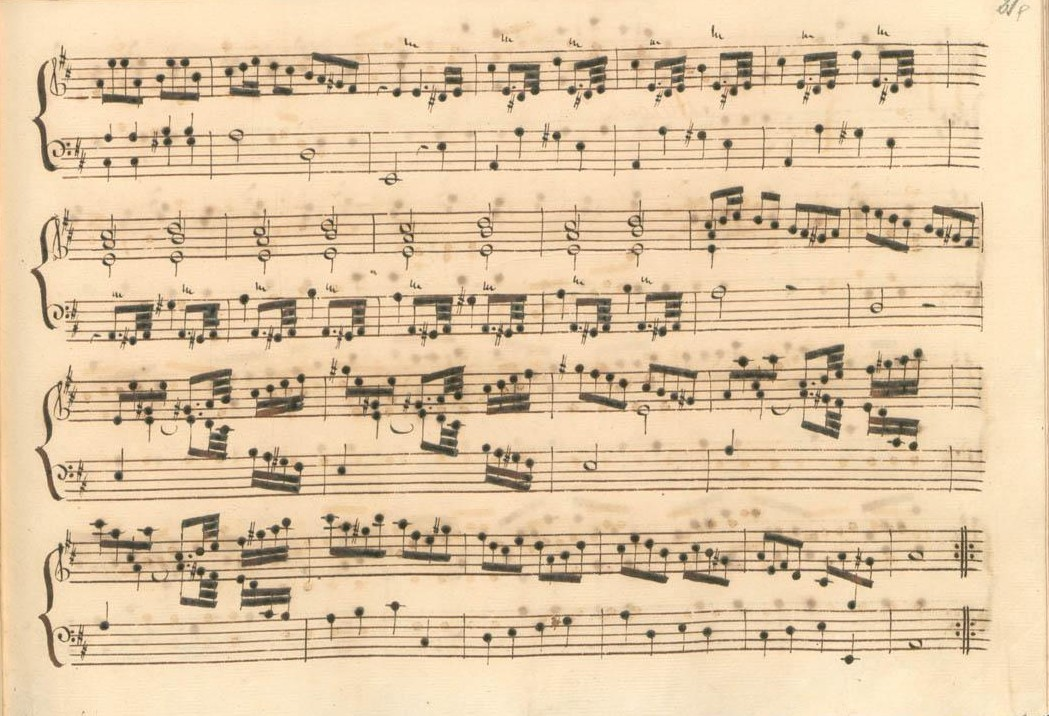
Parme VIII 11 (fin de la première section).
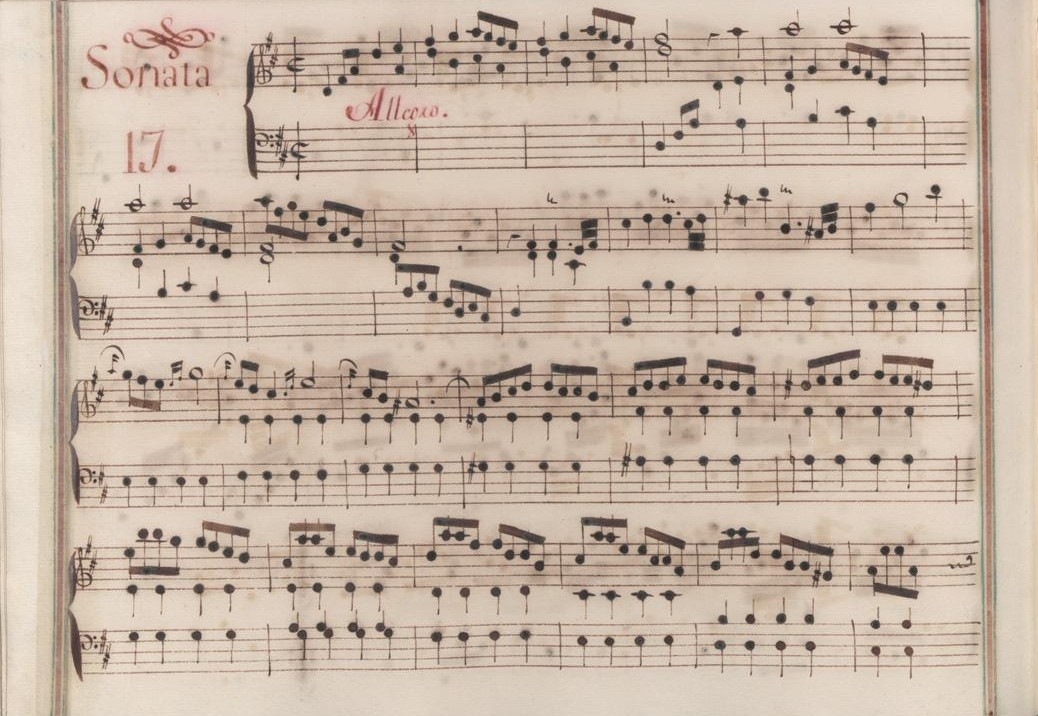
Venise VI 17.
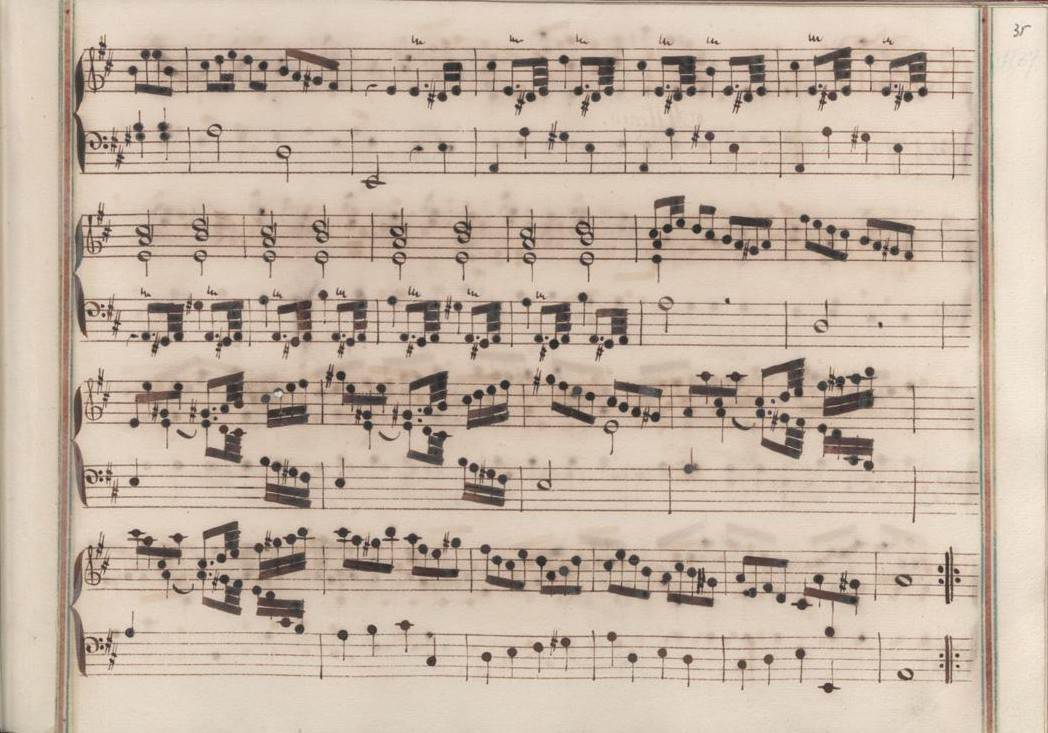
Venise VI 17 (fin de la première section).

## Interprètes
La sonate K. 312 est défendue au piano, notamment par Michelangelo Carbonara (2010, Brilliant Classics), Carlo Grante (2012, Music & Arts, vol. 3) ; au clavecin par Scott Ross (1985, Erato), Richard Lester (2003, Nimbus, vol. 3) et Pieter-Jan Belder (Brilliant Classics).

## Sources
: document utilisé comme source pour la rédaction de cet article.
- Ralph Kirkpatrick (trad. de l'anglais par Dennis Collins), Domenico Scarlatti, Paris, Lattès, coll. « Musique et Musiciens », 1982 (1re éd. 1953 (en)), 493 p. (ISBN 978-2-7096-0118-4, OCLC 954954205, BNF 34689181).
- Alain de Chambure, « Domenico Scarlatti : Intégrale des sonates — Scott Ross », Erato (2564-62092-2), 1985 (OCLC 891183737) .